# Nana Nafihou
Nana Nafiou Badarou, né le 30 janvier 1988 à Kouhounou, Cotonou, Littoral, est un footballeur international béninois.

## Biographie

### carrière
Badarou commence sa carrière au sein des équipes de jeunes de l'AS de Cotonou. À 15 ans, il quitte son club formateur, l'AS Cotonou, pour rejoindre Tepi Santé en troisième division béninoise, où il fait ses débuts en senior en 2004. En décembre de la même année, il quitte le Bénin pour intégrer l'AS Cetef de Bonabéri en MTN Division 2. Avec le club du Littoral, il est promu en MTN Ligue 1 en 2006. Après la saison 2006, il quitte l'AS Cetef et rejoint l'Union Douala, où il évolue jusqu'en janvier 2008, avant de partir pour l'Afrique du Sud et la Rojo Soccer Academy. Cependant, son passage là-bas ne dure qu'un semestre, et il revient au club camerounais Union Douala.
Nafiou joue ensuite pour l'Union Sportive Douala pendant deux années, participant à plusieurs matchs de la CAF Confederations Cup. En mai 2010, il a été exclu de l'Union Douala  et est retourné au Bénin, où il a signé avec l'Association sportive du port autonome de Cotonou. Après 23 mois avec l'ASPAC, il tente sa chance au Swaziland et signe avec les champions du record Mbabane Swallows. Avec les Swallows, il est devenu champion de la Swaziland MTN Premier League lors de la saison 2013. Le 31 juillet 2013, il annonce son départ du Swaziland et s'installe chez ASO Chlef en Algérie. Il signe un contrat de trois ans avec le club de Ligue Professionnelle 1. Il a fait ses débuts pour l'ASO le 25 août 2013 lors du match de championnat contre le MC Oran.

### International
Le 24 mai 2013, il est convoqué pour la première fois en équipe nationale de football du Bénin contre l'Algérie. Il fait ses débuts internationaux avec les Écureuils lors du match du 9 juin 2013 contre l'Algérie, où il apparaît à la 67e.

## Réalisations
- 2005 : Vice-champion de 3ème division
- 2005 : Joueur défensif de l'année – Poule du Wouri
- 2006 : Champion de 2ème Division – poule du Littoral
- 2012 : champions béninois
- 2013 : champion du Swaziland en MTN Premier League